# Obersalbach-Kurhof

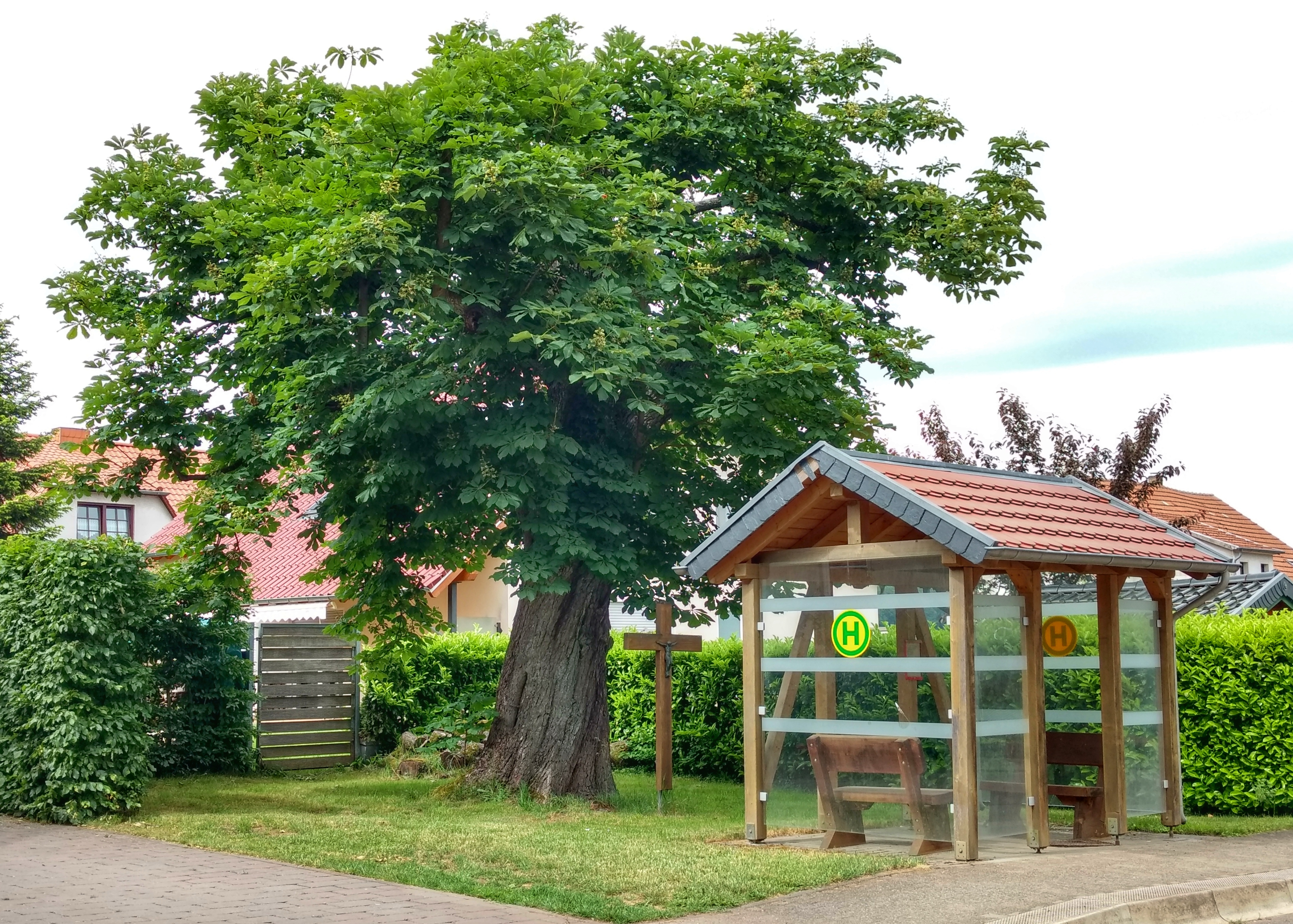
Wegekreuz Obersalbach-Kurhof (2018)

Obersalbach-Kurhof ist einer von sieben Ortsteilen der saarländischen Gemeinde Heusweiler. Mit 651 Einwohnern (Stand Januar 2020) bildet es den kleinsten Ortsteil der Gemeinde.
Obersalbach-Kurhof liegt am westlichen Rand des weitgespannten Heusweiler Beckens im oberen Köllertal. Nachbarorte sind Saarwellingen-Schwarzenholz im Westen und Saarwellingen-Reisbach, zu dessen Pfarrei der Ort als Filiale gehört, im Norden. Die Autobahn A 8 sowie die Landstraße 1. O. 141 verlaufen südlich zwischen den Ortsteilen Niedersalbach und Obersalbach-Kurhof. Östlich liegt die Hauptgemeinde Heusweiler. Obersalbach-Kurhof ist mit allen genannten Dörfern verkehrstechnisch über Gemeindestraßen verbunden, jedoch gibt es keine Grenzbebauung zu den benachbarten Orten. Die mittlere Höhenlage des Ortsteiles liegt bei 250 m über NN, die höchste Erhebung ist die „Hilgenbacher Höhe“ mit 324,8 m über NN.
Die Gesamtgröße der Gemarkung beträgt 484 ha, davon landwirtschaftliche Nutzfläche 345 ha, Wald 104 ha, bebaute Fläche 21 ha, Naherholungsgebiet „Kallenborn“ 11 ha, Friedhof, Grün- und Gartenland 3 ha. Der Boden dieses Gebietes gehört geologisch zu den „Ottweiler Schichten“, einer Untergliederung der Steinkohlenzeit (Karbon) in der Erd-Altzeit vor mehr als 250 Millionen Jahren. Die „Ottweiler Schichten“ sind die jüngste Ablagerung im Karbon und demnach eher „kohlenarm“. Trotzdem wird schon im 15. Jahrhundert von Kohlenabbau im Übertage-Stollenbetrieb auf Obersalbacher Bann berichtet. Bis ins Jahr 2000 betrieb die Firmengruppe Schäfer eine „tagesnahe“ Kohlengrube an der Gemarkungsgrenze Obersalbach-Reisbach. Die Abbauschäden der letzten Jahre gehen auf Abbaumaßnahmen in den Schichten zurück, die von den „Ottweiler Schichten“ überdeckt sind. Meist sind die Oberböden über dem Karbon sehr karg und unfruchtbar. Die Natur hat aber die Kohlenarmut über den „Ottweiler Schichten“ in besonderer Weise durch eine hohe Fruchtbarkeit des Bodens an der Oberfläche ausgeglichen. Wenn seit alters her von der „Kornkammer des Saarbrücker Landes“ gesprochen wird, so gehört die gesamte Gemarkung von Obersalbach-Kurhof dazu.

## Geschichte
Obersalbach-Kurhof entstand durch das Zusammenwachsen der beiden Orte Obersalbach und Kurhof. Erstmals zusammen erwähnt werden beide Orte im Jahr 1428 in einer nassauischen Urkunde. Obersalbach gehörte zur Herrschaft Kriechingen-Püttlingen und Kurhof (oder Churhoff) unterstand Nassau-Saarbrücken. Nach der französischen Besatzung im Jahre 1816 wurden die Ortschaften der Bürgermeisterei Heusweiler angeschlossen. Bei einer Bannvermessung im Jahre 1843 zählten preußische Landvermesser in Obersalbach 29 und in Kurhof 6 Häuser. Ein erstes für beide Orte gemeinsames Schulgebäude, das auch als Kapelle diente, wurde 1867 erbaut und ein Jahr später eingeweiht.
1936 entstand aus den Orten Obersalbach, Kurhof und Niedersalbach die eigenständige Gemeinde Salbach. 1938 wurde die Gemeinschaftsschule Salbach gebaut, das alte Schulkapellengebäude diente ab jetzt nur mehr als Gotteshaus, bevor es 1955 abgerissen wurde. Mit dem Ende des Zweiten Weltkrieges stand die Ortschaft zunächst kurzzeitig unter US-amerikanischer, ab dem 10. Juli 1945 jedoch unter französischer Militärverwaltung.
Am 1. Januar 1958 wird Niedersalbach ausgegliedert, und Obersalbach-Kurhof wird zur eigenständigen Gemeinde. Im selben Jahr erbauen die Bewohner die Dorfkirche. Im Rahmen des Neugliederungsgesetzes wird Obersalbach-Kurhof am 1. Januar 1974 einer von sieben Ortsteilen der Gemeinde Heusweiler. Mit der Schließung der Grundschule am 27. Juni 2008 fand die 140-jährige Schulgeschichte des Ortes ein Ende.

## Sonstiges
- 1975 errang die Ortschaft die Goldmedaille auf Bundesebene im Wettbewerb Unser Dorf soll schöner werden.
- 2006 errang die Ortschaft die Silbermedaille auf Landesebene im Wettbewerb Unser Dorf hat Zukunft.
- Die Fenster der Filialkirche „Maria Königin“ wurden 1998 von dem englischen Künstler Brian Clarke gestaltet.[3]
- Die Freiwillige Feuerwehr des Löschbezirks Obersalbach-Kurhof feierte im Jahr 2007 ihr einhundertjähriges Bestehen.
- In Obersalbach-Kurhof gibt es noch 10 Landwirte im Haupterwerb.